# マゼランカモメ
マゼランカモメ（学名:Larus scoresbii）は、チドリ目カモメ科に分類される鳥類の一種。